# Niepokalanów
Niepokalanów je polský klášter minoritů několik kilometrů od města Varšava. Patří k mladším klášterům.

## Historie kláštera
Klášter vznikl na konci 20. let 20. století. Jeho stavbu inicioval sv. Maxmilián Kolbe, aby zde mohl pěstovat mezi řeholníky Mariánskou úctu a věnovat se apoštolátu tisku.
Klášter se skládal z dřevěných dlouhých bloků. V některých se bydlelo, v jiných byla tiskárna a v jiném kaple. Tyto budovy měly být, dle přání sv. Maxmiliána, co nejjednodušší, aby se po čase musely obnovovat. Tímto chtěl spolubratry a především sebe směrovat k pokoře.
V klášteře panoval čilý pracovní ruch, protože časopisy zde vydávané, především „Rytíř Neposkvrněné“ - vycházely v obrovském nákladu a veškerou práci v tiskárně obstarávali mniši.
Zvláštností kláštera bylo to, že v něm žilo mnohokrát více řeholníků, než bylo v minoritských klášterních komunitách obvyklé. Za II. světové války byl klášter uzavřen a sv. Maxmilián podstoupil mučednickou smrt v Osvětimi.

## Klášter dnes
Klášterní komunita v Niepokalanowě funguje dodnes. Především má v úctě sv. Maxmiliána, dodnes zachovávají jeho původní kapli a při klášteře existuje Maxmiliánovo malé muzeum.